# Wapen van Borgharen

Wapen van Borgharen

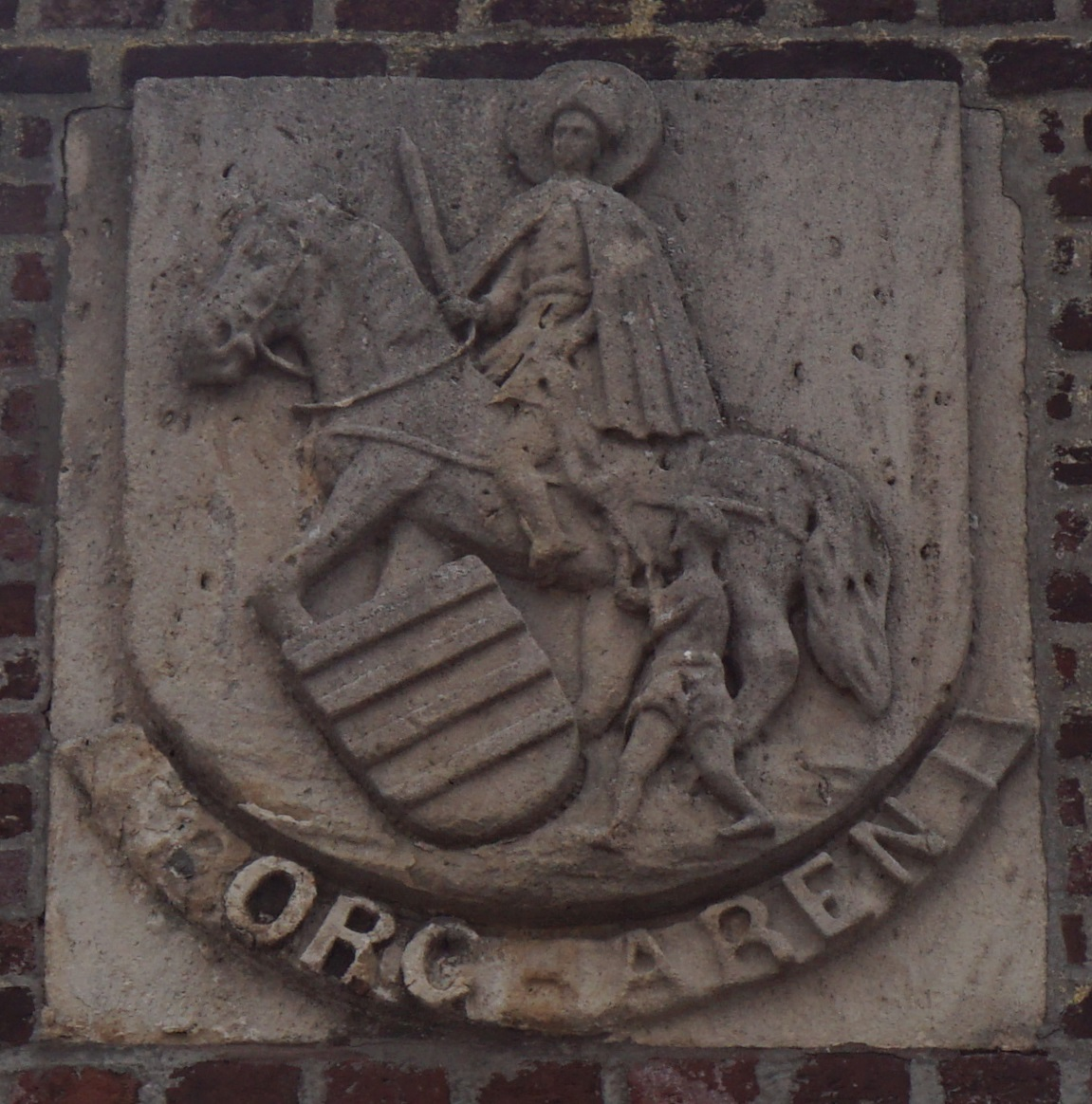
Wapen van Borgharen op voormalig gemeentehuis

Het wapen van Borgharen werd op 19 juli 1890 verleend door de Hoge Raad van Adel aan de Limburgse gemeente Borgharen. Per 1 juli 1970 ging Borgharen op in gemeente Maastricht. Het gemeentewapen kwam daardoor te vervallen.

## Blazoenering
De blazoenering van het wapen luidde als volgt:
In een veld van lazuur, St. Martinus met gelaat en handen van natuurlijke kleur, gekleed in wapenrok, mantel en beenstukken van zilver, en voorts met helm en nimbus van zilver, houdende in de rechterhand een zwaard van zilver, gezeten op een paard van sabel met hoofdstel, teugels, dekriemen en hoeven van zilver; naast het paard loopt een naakte bedelaar, met een gordel van sabel om de lendenen, alles geplaatst op een terras van sinopel, op welks voorgrond een schuinrechts gericht schildje geplaatst is, zijnde van zilver met vier dwarsbalken van keel (Van Haren); het geheel omgeven van het randschrift "Gemeentebestuur van Borgharen".
De heraldische kleuren zijn lazuur (blauw), zilver (wit), sabel (zwart), sinopel (groen), keel (rood) en natuurlijke kleuren

## Geschiedenis
Het wapen van Borgharen is een combinatie van de patroonheilige Martinus en het familiewapen van het geslacht Van Haren. Op een zegel uit de 15e eeuw wordt de patroonheilige afgebeeld. Na 1566 wordt een nieuwe zegel gebruikt met dezelfde voorstelling, maar is het wapen van familie Van Haren toegevoegd. Zij waren de oudste heren van de heerlijkheid Borgharen.

## Verwante wapens

Wapen van familie Van Haren

Ambt Montfort
· Amby
· Amstenrade
· Arcen en Velden
· Baexem
· Beegden
· Beek
· Belfeld
· Bemelen
· Berg en Terblijt
· Bingelrade
· Bocholtz
· Borgharen
· Born
· Broekhuizen
· Broeksittard 
· Buggenum
· Bunde
· Cadier en Keer
· Echt 
· Eijsden
· Elsloo
· Eygelshoven
· Geleen
· Gennep
· Geulle
· Grathem
· Grevenbicht
· Gronsveld
· Grubbenvorst
· Gulpen 
· Haelen
· Heel
· Heel en Panheel
· Heer
· Helden
· Herten
· Heythuysen
· Hoensbroek
· Horn
· Horst
· Houthem
· Hulsberg
· Hunsel
· Itteren
· Jabeek
· Kessel
· Klimmen
· Limbricht
· Linne
· Maasbracht
· Maasbree
· Maasniel
· Margraten
· Meerlo
· Meerlo-Wanssum
· Meerssen
· Meijel
· Melick en Herkenbosch
· Merkelbeek
· Mheer
· Montfort
· Munstergeleen
· Neer
· Neeritter
· Nieuwenhagen
· Nieuwstadt
· Noorbeek
· Nuth
· Onderbanken
· Obbicht en Papenhoven
· Ohé en Laak
· Oirsbeek
· Ottersum
· Oud-Valkenburg
· Oud-Vroenhoven
· Posterholt
· Roggel
· Roggel en Neer
· Roosteren
· Schaesberg
· Schimmert
· Schinnen
· Schinveld
· Sevenum
· Simpelveld
· Sint Geertruid
· Sint Odiliënberg
· Sint Pieter
· Sittard
· Slenaken
· Spaubeek
· Stramproy
· Stevensweert
· Susteren
· Swalmen
· Tegelen
· Thorn
· Ubach over Worms
· Ulestraten
· Urmond
· Valkenburg
· Vlodrop
· Wanssum
· Wessem
· Wijlre
· Wijnandsrade
· Wittem